# Quand j'étais chanteur (film)
Pour les articles homonymes, voir Quand j'étais chanteur (homonymie).
Pour plus de détails, voir Fiche technique et Distribution.
Quand j'étais chanteur est un film français réalisé par Xavier Giannoli, sorti en salle le 13 septembre 2006.

## Synopsis
Alain Moreau est un chanteur de bal quinquagénaire vivant à Clermont-Ferrand. Lors d'un concert, il reçoit la visite de Bruno, un ami agent immobilier. Celui-ci est accompagné de sa nouvelle stagiaire Marion, une jeune femme célibataire, mère d'un enfant de 6 ans. Alain tombe sous le charme de Marion qui semble assez distante, bien qu'ils passent la nuit ensemble le soir de leur rencontre. Petit à petit, le couple s'apprivoise…

## Fiche technique
- Titre original : Quand j'étais chanteur
- Réalisation : Xavier Giannoli
- Société de production : EuropaCorp
- Société de distribution : EuropaCorp Distribution (France)
- Scénario : Xavier Giannoli
- Décors : François-Renaud Labarthe
- Costumes : Nathalie Benros
- Photographie : Yorick Le Saux
- Montage : Martine Giordano
- Musique : Alexandre Desplat
- Budget : 7,3 millions d'euros
- Pays de production :  France
- Format : couleur
- Genre : drame et romance
- Durée : 112 minutes
- Date de sortie : 
  - France : 13 septembre 2006

## Distribution
- Gérard Depardieu : Alain Moreau
- Cécile de France : Marion
- Christine Citti : Michèle
- Mathieu Amalric : Bruno
- Patrick Pineau : Daniel
- Jean-Pierre Gos : le maire
- Marie Kremer : Laurence
- Antoine De Prekel : Martin
- Catherine Salviat : Mme Laville
- Alain Kruger : le médecin
- Alain Chanone : Philippe Mariani
- Christophe : lui-même
- Camille de Pazzis : Jenifer

## Tournage
Le film a été tourné à Clermont-Ferrand et dans une véritable discothèque à Pont-du-Château dans le département du Puy-de-Dôme, en Auvergne, durant l'été 2005. Une séquence a été filmée au parc Vulcania et sur le puy Pariou. Le tournage a été long et très souvent retardé. En effet, Gérard Depardieu était au plus mal, il venait de rompre avec Carole Bouquet. Le film a néanmoins été une réussite : il a séduit la critique et le public avec plus d'un million d'entrées en France.

## Autour du film
- Le personnage d'Alain Moreau est inspiré d'un authentique chanteur de bal, Alain Chanone. Celui-ci a été inclus dans la distribution : il interprète le rôle d'un chanteur concurrent[2].
- Le titre vient d'une chanson de Michel Delpech : Quand j'étais chanteur.

## Distinctions
- Il était en compétition pour la Palme d'or au Festival de Cannes 2006.
- Le film a été nommé sept fois aux César 2007, et a été récompensé pour le meilleur son (pour François Musy et  pour Gabriel Hafner).

### Autres nominations aux César 2007
- César du meilleur film
- César du meilleur acteur pour Gérard Depardieu
- César de la meilleure actrice pour Cécile de France
- César de la meilleure actrice dans un second rôle pour Christine Citti
- César du meilleur scénario original pour Xavier Giannoli
- César du meilleur montage pour Martine Giordano

## Musiques
Sauf indication contraire, les informations mentionnées dans cette section peuvent être confirmées par le générique de fin de l'œuvre audiovisuelle présentée ici, ainsi que par la base de données cinématographiques IMDb,  présente dans la section « Liens externes ».

### Reprises par Gérard Depardieu
Gérard Depardieu interprète les titres suivants dans le film (source : AP[Quoi ?][réf. nécessaire]) :
- Pour un flirt et Quand j'étais chanteur de Michel Delpech ;
- Aimer la vie et Vous les femmes de Julio Iglesias ;
- Comme un garçon de Sylvie Vartan ;
- L'Anamour de Serge Gainsbourg ;
- Faut pas pleurer comme ça de Daniel Guichard ;
- Salma Ya Salama de Dalida ;
- Je n'aurai pas le temps de Michel Fugain ;
- Señorita de Christophe ;
- Garde-moi la dernière danse de Mort Shuman, version française de Save The Last Dance For Me.

### Musiques additionnelles
- Morir de amor par Compay Segundo et Charles Aznavour, version espagnole de Mourir d'aimer de Charles Aznavour ;
- Una lacrima sul viso - Bobby Solo ;
- Version française de Quizás, quizás, quizás : Qui sait, qui sait, qui sait ;
- Cendrillon de Téléphone ;
- Les Paradis perdus de Christophe.